# Liste der Kulturdenkmäler in Schweighofen
In der Liste der Kulturdenkmäler in Schweighofen sind alle Kulturdenkmäler der rheinland-pfälzischen Ortsgemeinde Schweighofen aufgeführt. Grundlage ist die Denkmalliste des Landes Rheinland-Pfalz (Stand: 14. August 2023).

## Einzeldenkmäler
| Bezeichnung                            | Lage                                                       | Baujahr                            | Beschreibung | Bild                           |
| -------------------------------------- | ---------------------------------------------------------- | ---------------------------------- | --- | ------------------------------ |
| Bildstock                              | Hauptstraße, bei Nr. 5 Lage                                | zweite Hälfte des 18. Jahrhunderts | reicher Rokokobildstock, wohl aus der zweiten Hälfte des 18. Jahrhunderts                                                                | Fotos hochladen                |
| Katholische Pfarrkirche St. Laurentius | Hauptstraße 15 Lage                                        | 1893                               | neugotische Basilika, 1893, Architekt Steller, Hagenau, 1939 zerstört, wiederhergestellt bis 1947, Architekt Wilhelm Schulte II.         | weitere Bilder Fotos hochladen |
| Hofanlage                              | Hauptstraße 22 Lage                                        | 1942                               | Hofanlage; Fachwerkhaus, teilweise massiv, Walmdach, später Heimatschutzstil, 1942                                                       | Fotos hochladen                |
| Wohnhaus                               | Hauptstraße 27 Lage                                        | 1808                               | nachbarocker Walmdachbau, teilweise Fachwerk, bezeichnet 1808 (Bild)                                                                     | weitere Bilder Fotos hochladen |
| Schulhaus                              | Hauptstraße 29 Lage                                        | 1825                               | ehemalige Schule; klassizistischer Krüppelwalmdachbau, bezeichnet 1825, Obergeschoss von 1876; im Hof Grenzstein (Bild), bezeichnet 1713 | weitere Bilder Fotos hochladen |
| Wohnhaus                               | Hauptstraße 31 Lage                                        | 18. Jahrhundert                    | spätbarockes Fachwerkwohnhaus, Walmdachbau, 18. Jahrhundert                                                                              | Fotos hochladen                |
| Wegekreuz                              | Hauptstraße, am östlichen Ortseingang Lage                 | 1848                               | Wegekreuz, bezeichnet 1848 | Fotos hochladen                |
| Haftelhof                              | nördlich des Ortes: Haftelhof 1–3 Lage                     | 1775                               | spätbarocke Dreiflügelanlage, 1775; langgestrecktes Doppelwohnhaus, Mansardwalmdach; Renaissance-Spolien                                 | weitere Bilder Fotos hochladen |
| Kilometerstein                         | östlich des Ortes an der L 546; Flur Die Fußpfadäcker Lage | zweite Hälfte des 19. Jahrhunderts | Sandsteinkegel, zweite Hälfte des 19. Jahrhunderts                                                                                       | Fotos hochladen                |
| Wegekreuz                              | südlich des Ortes; Flur Im Herschel Lage                   | 1844                               | ehemaliges Friedhofskreuz, bezeichnet 1844                                                                                               | Fotos hochladen                |
| Rotes Kreuz und Napoleonsbank          | westlich des Ortes an der L 546; Flur Am Kreuz Lage        | 19. Jahrhundert                    | klassizistisches Wegekreuz auf Tischsockel, 19. Jahrhundert; Napoleonsbank, bezeichnet 1811                                              | Fotos hochladen                |